# Björnviktjärnen (Ströms socken, Jämtland)
Björnviktjärnen är en sjö i Strömsunds kommun i Jämtland och ingår i Ångermanälvens huvudavrinningsområde. Sjön har en area på 0,0814 kvadratkilometer och ligger 294 meter över havet.

## Delavrinningsområde
Björnviktjärnen ingår i det delavrinningsområde (709113-147839) som SMHI kallar för Mynnar i Ströms Vattudal. Medelhöjden är 315 meter över havet och ytan är 4,78 kvadratkilometer. Det finns ett avrinningsområde uppströms, och räknas det in blir den ackumulerade arean 6,58 kvadratkilometer. Björnsjöbäcken som avvattnar avrinningsområdet har biflödesordning 3, vilket innebär att vattnet flödar genom totalt 3 vattendrag innan det når havet efter 202 kilometer. Avrinningsområdet består mestadels av skog (94 procent). Avrinningsområdet har 0,08 kvadratkilometer vattenytor vilket ger det en sjöprocent på 1,7 procent.